# Первая лига Украины по футболу 2022/2023
Первая лига Украины по футболу 2022/2023 — 32-й сезон Чемпионата Украины по футболу среди представителей Первой лиги, который стартовал 27 августа 2022 года и закончился 27 мая 2023 года.

## Регламент соревнований
В соревнованиях участвуют 16 команд. Турнир проходит в два этапа.
На первом этапе команды соревнуются в двух группах, сформированных по территориальному признаку. Матчи проводятся в два круга по круговой системе.
На втором этапе команды, занявшие 1-4 места в каждой группе, сформируют группу за выход в Премьер-Лигу с сохранением очков, полученных на первом этапе в играх между собой. Команды, занявшие 5-8 места в каждой группе, формируют группу за право играть в первой лиге с сохранением очков, полученных на первом этапе в играх между собой. На втором этапе команды группы А проводят матчи только с командами группы Б в два круга.
Команды, занявшие 1-е и 2-е места в чемпионской группе, выходят в Премьер-лигу напрямую. Третья и четвёртая команды первой лиги сыграют стыковые матчи за право выступать в следующем сезоне в УПЛ с 14-м и 13-м клубами Премьер-лиги соответственно. Стыковые матчи состоят из двух матчей, по одному на поле каждой из команд-участниц.
Команда, занявшая последнее место в первой лиге, выбывает во вторую лигу. Команда, занявшая предпоследнее место в первой лиге, играет стыковые матчи с командой, занявшей второе место во второй лиге, за право выступать в первой лиге следующего сезона.
В случае, если несколько команд набрали одинаковое количество очков, места в турнирной таблице определяются по следующим критериям:
1. Большее количество набранных очков в личных встречах между этими командами.
2. Лучшая разница забитых и пропущенных мячей в личных встречах.
3. Большее количество забитых мячей в личных встречах.
4. Лучшая разница забитых и пропущенных мячей во всех матчах.
5. Большее количество забитых мячей во всех матчах.

## Участники
В этом сезоне в Первой лиге участвуют 16 команд. 
Ушли
В результате российского вторжения участие в соревнованиях приостановили клубы:
- «Агробизнес»
- «Альянс»
- «Волынь»
- «ВПК-Агро»
- «Краматорск»
- «Олимпик»
- «Подолье»
- «Ужгород»

По итогам сезона 2021/22 в Премьер-лигу вышли клубы:
- «Металлист» — 1-е место
- «Кривбасс» — 2-е место

Пришли
По итогам сезона 2021/22 из Второй лиги вышли клубы:
- «Карпаты» — 1-е место группы «А»
- «ЛНЗ» — 2-е место группы «А»
- «Диназ» — 4-е место группы «А»
- «Эпицентр» — 5-е место группы «А»
- «Буковина» — 9-е место группы «А»
- «Чернигов» — 10-е место группы «А»
- «Металлург» — 1-е место группы «Б»
- «Скорук» — 2-е место группы «Б»
- «Полтава» — 6-е место группы «Б»
- «Мариуполь» — 11-е место группы «Б»

Перед началом сезона команда «Яруд» сменила название на «Мариуполь», а «Эпицентр» переехал из Дунаевцев в Каменец-Подольский.

### Состав участников
Группа А
| Команда       | Населённый пункт   | Стадион                                                 | Вместимость стадиона | Место в предыдущем сезоне    |
| ------------- | ------------------ | ------------------------------------------------------- | -------------------- | ---------------------------- |
| «Буковина»    | Черновцы           | «Буковина»                                              | 12 000               | 9 во Второй лиге (Группа А)  |
| «Диназ»       | Вышгород           | «Диназ» (с. Демидов)                                    | 500                  | 4 во Второй лиге (Группа А)  |
| «Карпаты»     | Львов              | «Украина»                                               | 28 051               | 1 во Второй лиге (Группа А)  |
| «Мариуполь»   | Мариуполь          | «Диназ» (с. Демидов) «Левый берег» (с. Гнедин) (13 тур) | 500 1500             | 11 во Второй лиге (Группа Б) |
| «Нива»        | Тернополь          | Городской стадион им. Р. Шухевича                       | 15 150               | 5                            |
| «Полесье»     | Житомир            | «Центральный»                                           | 5928                 | 9                            |
| «Прикарпатье» | Ивано-Франковск    | «Рух»                                                   | 6500                 | 7                            |
| «Эпицентр»    | Каменец-Подольский | Стадион им. Тонкочеева «Колос» (г. Дунаевцы)            | 2587 500             | 5 во Второй лиге (Группа А)  |

Группа Б
| Команда         | Населённый пункт | Стадион                                                                | Вместимость стадиона | Место в предыдущем сезоне    |
| --------------- | ---------------- | ---------------------------------------------------------------------- | -------------------- | ---------------------------- |
| «Горняк-Спорт»  | Горишние Плавни  | «Юность»                                                               | 2500                 | 6                            |
| «Кремень»       | Кременчуг        | «Кремень-Арена» «Ингулец» (пгт Петрово) (2 тур)                        | 1566 1869            | 16                           |
| «ЛНЗ»           | Черкассы         | «Черкассы Арена»                                                       | 10 321               | 3 во Второй лиге (Группа А)  |
| МФК «Металлург» | Запорожье        | «Славутич-Арена» «Левый берег» (с. Гнедин) (10, 12, и 14 туры)         | 11 883 1500          | 1 во Второй лиге (Группа Б)  |
| «Оболонь»       | Киев             | «Оболонь-Арена» «Юбилейный» (г. Буча) (8 тур)                          | 5100 1028            | 4                            |
| «Полтава»       | Полтава          | «Молодёжный»                                                           | 547                  | 6 во Второй лиге (Группа Б)  |
| «Скорук»        | пгт Томаковка    | Центральный стадион (г. Умань) «Славутич-Арена» (г. Запорожье) (3 тур) | 7552 11 883          | 2 во Второй лиге (Группа Б)  |
| «Чернигов»      | Чернигов         | «Юность»                                                               | 3000                 | 10 во Второй лиге (Группа А) |

## Первый этап

### Группа А
Турнирная таблица
| М | Команда                       | И  | В  | Н | П | Мячи    | ±   | О  | Примечания                 |
| - | ----------------------------- | -- | -- | - | - | ------- | --- | -- | -------------------------- |
| 1 | «Полесье» Житомир             | 14 | 13 | 1 | 0 | 34 − 6  | +28 | 40 | Выход в чемпионскую группу |
| 2 | «Карпаты» Львов               | 14 | 9  | 1 | 4 | 22 − 13 | +9  | 28 | Выход в чемпионскую группу |
| 3 | «Эпицентр» Каменец-Подольский | 14 | 8  | 3 | 3 | 17 − 11 | +6  | 27 | Выход в чемпионскую группу |
| 4 | «Нива» Тернополь              | 14 | 5  | 5 | 4 | 15 − 8  | +7  | 20 | Выход в чемпионскую группу |
| 5 | «Прикарпатье» Ивано-Франковск | 14 | 4  | 3 | 7 | 11 − 22 | −11 | 15 | Выход в группу выбывания   |
| 6 | «Диназ» Вышгород              | 14 | 2  | 4 | 8 | 14 − 28 | −14 | 10 | Выход в группу выбывания   |
| 7 | «Буковина» Черновцы           | 14 | 2  | 3 | 9 | 9 − 21  | −12 | 9  | Выход в группу выбывания   |
| 8 | «Мариуполь»                   | 14 | 1  | 4 | 9 | 12 − 25 | −13 | 7  | Выход в группу выбывания   |

И — игры, В — выигрыши, Н — ничьи, П — проигрыши, Мячи — забитые и пропущенные голы, ± — разница голов, О — очки

Результаты матчей
| Команда     | БУК | ДИН | КАР | МАР | НИВ | ПОЛ | ПРИ | ЭПИ |
| ----------- | --- | --- | --- | --- | --- | --- | --- | --- |
| Буковина    |     | 0:0 | 1:2 | 3:1 | 0:3 | 1:2 | 0:1 | 1:2 |
| Диназ       | 1:1 |     | 1:2 | 1:4 | 1:1 | 0:5 | 2:2 | 1:3 |
| Карпаты     | 4:0 | 3:2 |     | 3:0 | 1:0 | 1:2 | 2:1 | 0:2 |
| Мариуполь   | 0:1 | 0:2 | 1:1 |     | 0:2 | 0:2 | 1:1 | 0:1 |
| Нива        | 1:0 | 1:0 | 0:1 | 1:1 |     | 0:0 | 4:0 | 0:0 |
| Полесье     | 2:0 | 3:0 | 2:0 | 4:2 | 2:1 |     | 2:0 | 3:0 |
| Прикарпатье | 2:1 | 0:1 | 0:2 | 2:2 | 1:0 | 0:3 |     | 1:0 |
| Эпицентр    | 0:0 | 3:2 | 1:0 | 1:0 | 1:1 | 1:2 | 2:0 |     |

Лучшие бомбардиры
| Место | Игрок              | Клуб     | Голы |
| ----- | ------------------ | -------- | ---- |
| 1     | Филипп Будковский  | Полесье  | 10   |
| 2     | Максим Гирный      | Эпицентр | 7    |
| 3     | Богдан Кушниренко  | Полесье  | 6    |
| 4     | Василий Палагнюк   | Буковина | 5    |
| 4     | Ростислав Тарануха | Карпаты  | 5    |

### Группа Б
Турнирная таблица
| М | Команда                        | И  | В | Н | П | Мячи    | ±   | О  | Примечания                 |
| - | ------------------------------ | -- | - | - | - | ------- | --- | -- | -------------------------- |
| 1 | «ЛНЗ» Черкассы                 | 14 | 9 | 3 | 2 | 22 − 6  | +16 | 30 | Выход в чемпионскую группу |
| 2 | «Оболонь» Киев                 | 14 | 9 | 2 | 3 | 20 − 8  | +12 | 29 | Выход в чемпионскую группу |
| 3 | «Кремень» Кременчуг            | 14 | 6 | 3 | 5 | 28 − 24 | +4  | 21 | Выход в чемпионскую группу |
| 4 | «Металлург» Запорожье          | 14 | 5 | 5 | 4 | 17 − 16 | +1  | 20 | Выход в чемпионскую группу |
| 5 | «Чернигов»                     | 14 | 4 | 4 | 6 | 12 − 17 | −5  | 16 | Выход в группу выбывания   |
| 6 | «Полтава»                      | 14 | 4 | 3 | 7 | 15 − 19 | −4  | 15 | Выход в группу выбывания   |
| 7 | «Скорук» Томаковка             | 14 | 3 | 5 | 6 | 15 − 22 | −7  | 14 | Выход в группу выбывания   |
| 8 | «Горняк-Спорт» Горишние Плавни | 14 | 1 | 5 | 8 | 8 − 25  | −17 | 8  | Выход в группу выбывания   |

И — игры, В — выигрыши, Н — ничьи, П — проигрыши, Мячи — забитые и пропущенные голы, ± — разница голов, О — очки

Результаты матчей
| Команда      | ГОР | КРЕ | ЛНЗ | МЕТ | ОБО | ПОЛ | СКО | ЧЕР |
| ------------ | --- | --- | --- | --- | --- | --- | --- | --- |
| Горняк-Спорт |     | 1:2 | 0:1 | 1:1 | 2:0 | 1:1 | 1:1 | 0:2 |
| Кремень      | 7:0 |     | 1:1 | 0:4 | 0:3 | 4:3 | 3:1 | 3:0 |
| ЛНЗ          | 5:0 | 2:0 |     | 1:0 | 0:0 | 1:0 | 3:0 | 2:2 |
| Металлург    | 1:0 | 3:3 | 2:1 |     | 1:2 | 1:1 | 1:0 | 0:2 |
| Оболонь      | 0:0 | 1:0 | 1:0 | 3:0 |     | 2:1 | 3:1 | 3:1 |
| Полтава      | 1:0 | 2:0 | 0:1 | 1:2 | 2:1 |     | 1:3 | 1:1 |
| Скорук       | 1:1 | 3:3 | 0:2 | 1:1 | 1:0 | 2:0 |     | 0:2 |
| Чернигов     | 2:1 | 0:2 | 0:2 | 0:0 | 0:1 | 0:1 | 1:1 |     |

Лучшие бомбардиры
| Место | Игрок                | Клуб      | Голы |
| ----- | -------------------- | --------- | ---- |
| 1     | Денис Галата         | Кремень   | 9    |
| 2     | Иван Тищенко         | ЛНЗ       | 7    |
| 3     | Александр Батальский | Оболонь   | 6    |
| 3     | Александр Мишуренко  | Скорук    | 6    |
| 3     | Алексей Сидоров      | Металлург | 6    |

## Второй этап
По итогам первого этапа команды были разделены на две группы: «Чемпионская» (за выход в Премьер-Лигу) и «Выбывание» (за сохранение места в Первой лиге). На втором этапе для команд «Чемпионской» группы учитываются очки, полученные на первом этапе в матчах с командами, занявшими 1-4 места в своих группах, а для команд группы «Выбывание» учитываются очки, полученные на первом этапе в матчах с командами, занявшими 5-8 места в своих группах.
На втором этапе команды проводят матчи только с теми командами, с которыми они не встречались на первом этапе.

### «Чемпионская» группа
Итоговая таблица
| М | Команда                       | И  | В  | Н | П | Мячи    | ±   | О  | Примечания                             |
| - | ----------------------------- | -- | -- | - | - | ------- | --- | -- | -------------------------------------- |
| 1 | «Полесье» Житомир (П)         | 14 | 10 | 2 | 2 | 25 − 9  | +16 | 32 | Выход в Премьер-лигу                   |
| 2 | «Оболонь» Киев (П)            | 14 | 8  | 5 | 1 | 19 − 8  | +11 | 29 | Выход в Премьер-лигу                   |
| 3 | «ЛНЗ» Черкассы (К)            | 14 | 6  | 4 | 4 | 19 − 12 | +7  | 22 | Стыковые матчи за выход в Премьер-Лигу |
| 4 | «Металлург» Запорожье (К)     | 14 | 6  | 3 | 5 | 18 − 16 | +2  | 21 | Стыковые матчи за выход в Премьер-Лигу |
| 5 | «Карпаты» Львов               | 14 | 5  | 3 | 6 | 12 − 16 | −4  | 18 |                                        |
| 6 | «Эпицентр» Каменец-Подольский | 14 | 4  | 3 | 7 | 12 − 17 | −5  | 15 |                                        |
| 7 | «Нива» Тернополь              | 14 | 0  | 8 | 6 | 10 − 17 | −7  | 8  |                                        |
| 8 | «Кремень» Кременчуг           | 14 | 1  | 4 | 9 | 11 − 31 | −20 | 7  |                                        |

И — игры, В — выигрыши, Н — ничьи, П — проигрыши, Мячи — забитые и пропущенные голы, ± — разница голов, О — очки

(П) команда вышла в Премьер-лигу;
(К) команда квалифицировалась в указанную стадию.

### Группа «Выбывания»
Итоговая таблица
| М  | Команда                            | И  | В | Н | П | Мячи    | ±   | О  | Примечания                         |
| -- | ---------------------------------- | -- | - | - | - | ------- | --- | -- | ---------------------------------- |
| 9  | «Прикарпатье» Ивано-Франковск      | 14 | 6 | 6 | 2 | 21 − 11 | +10 | 24 |                                    |
| 10 | «Скорук» Томаковка                 | 14 | 5 | 8 | 1 | 18 − 9  | +9  | 23 |                                    |
| 11 | «Буковина» Черновцы                | 14 | 5 | 6 | 3 | 18 − 14 | +4  | 21 |                                    |
| 12 | «Диназ» Вышгород                   | 14 | 5 | 6 | 3 | 16 − 17 | −1  | 21 |                                    |
| 13 | «Чернигов»                         | 14 | 5 | 4 | 5 | 15 − 16 | −1  | 19 |                                    |
| 14 | «Полтава»                          | 14 | 4 | 4 | 6 | 16 − 22 | −6  | 16 |                                    |
| 15 | «Мариуполь» (К)                    | 14 | 3 | 3 | 8 | 18 − 23 | −5  | 12 | Стыковые матчи за сохранение места |
| 16 | «Горняк-Спорт» Горишние Плавни (В) | 14 | 2 | 5 | 7 | 12 − 22 | −10 | 11 | Вылет во Вторую лигу               |

И — игры, В — выигрыши, Н — ничьи, П — проигрыши, Мячи — забитые и пропущенные голы, ± — разница голов, О — очки

(В) команда вылетела во Вторую лигу;
(К) команда квалифицировалась в указанную стадию.

## Стыковые матчи за выход в Премьер-лигу
| Команда 1           | Итог | Команда 2               | 1-й матч | 2-й матч |
| ------------------- | ---- | ----------------------- | -------- | -------- |
| ЛНЗ                 | –:–  | 14-е место Премьер-лиги | –:–      | –:–      |
| Металлург Запорожье | –:–  | 13-е место Премьер-лиги | –:–      | –:–      |

### Матчи
| ЛНЗ | –:– | 14-е место Премьер-лиги |
| --- | --- | ----------------------- |
|     |     |                         |

| 14-е место Премьер-лиги | –:– | ЛНЗ |
| ----------------------- | --- | --- |
|                         |     |     |

| Металлург Запорожье | –:– | 13-е место Премьер-лиги |
| ------------------- | --- | ----------------------- |
|                     |     |                         |

| 13-е место Премьер-лиги | –:– | Металлург Запорожье |
| ----------------------- | --- | ------------------- |
|                         |     |                     |

## Стыковые матчи за сохранение места в Первой лиге
Стыковые матчи за право играть в Первой лиге состоялись 3 и 10 июня 2023 года. 
18 мая была проведена жеребьёвка, которая определила, что представитель Второй лиги проведёт первый матч на домашнем стадионе.
| Команда 1 | Итог | Команда 2 | 1-й матч | 2-й матч |
| --------- | ---- | --------- | -------- | -------- |
| Хуст      | 2:1  | Мариуполь | 1:1      | 1:0      |

### Матчи
Время начала матчей указано по восточноевропейскому летнему времени (UTC+3).
| Хуст          | 1:1     | Мариуполь      |
| ------------- | ------- | -------------- |
| Приходько 70′ | (отчёт) | Михайленко 80′ |

| Мариуполь | 0:1     | Хуст        |
| --------- | ------- | ----------- |
|           | (отчёт) | Мердеев 53′ |

«Хуст» победил 2:1 в сумме двух матчей и вышел в Первую лигу. «Мариуполь» вылетел во Вторую лигу.